# 土岐市立土岐津小学校
土岐市立土岐津小学校（ときしりつ ときつしょうがっこう）は、岐阜県土岐市にある公立小学校。

## 通学区域
- 通学区域は、土岐津町土岐口、土岐津町高山の一部、土岐口北町1-3丁目、土岐口中町1-6丁目、土岐口南町1-5丁目、御幸町1-3丁目、土岐ヶ丘1-6丁目、泉町の一部である。公立中学校の進学先は土岐市立土岐津中学校である[2]。

## 沿革
- 1873年（明治6年） - 土岐口村に尚義校、高山村に遵義館が開校。
- 1880年（明治13年） - 尚義校が尚義学校、遵義館が遵義学校に、それぞれ改称する。
- 1884年（明治17年） - 尚義学校が土岐口学校に改称する。
- 1885年（明治18年） - 遵義学校が高山小学校に改称する。
- 1886年（明治19年） - 土岐口学校が土岐口簡易科小学校、高山小学校が高山簡易科小学校に、それぞれ改称する。
- 1886年（明治19年）
  - 5月 - 高山村に高山高等学校が開校する。
  - 11月 - 高山高等学校が廃校。
- 1888年（明治21年） - 高山高等学校が復興する。
- 1889年（明治22年）11月15日 - 土岐口村、高山村が合併し、土岐津町が発足。
- 1891年（明治24年） - 土岐津町泉町肥田村組合立中央高等小学校が開校[注釈 1]。
- 1893年（明治26年） - 高山高等学校が廃止。
- 1903年（明治36年） - 土岐口簡易科小学校が土岐口尋常小学校に改称する。
- 1911年（明治44年）8月 - 土岐口尋常小学校と高山簡易科小学校が合併し、土岐津尋常小学校となる。
- 1911年（明治45年）4月 - 中央高等小学校が廃校。高等科は土岐津尋常小学校に移り、土岐津尋常高等小学校に改称する。
- 1926年（大正15年） - 青年商工補習学校を併設する。
- 1941年（昭和16年）4月1日 - 土岐津国民学校に改称する。
- 1947年（昭和22年）4月1日 - 土岐津町立土岐津小学校に改称する。
- 1955年（昭和30年）2月1日 - 土岐津町、駄知町、下石町、妻木町、泉町、肥田村、鶴里村、曽木村が合併し、土岐市が発足。同時に土岐市立土岐津小学校に改称する。
- 1960年（昭和35年） - 鉄筋コンクリート造の校舎が完成。
- 1983年（昭和58年） - 南舎が竣工。
- 2012年（平成24年） - 北舎を取り壊す。
- 2013年（平成25年） - 新北舎が完成。